# إدوين إي. ودمان
إدوين إي. ودمان هو سياسي أمريكي، ولد في 1 يونيو 1838 في سانت لويس في الولايات المتحدة، وتوفي في 29 أغسطس 1912. نشط حزبياً في الحزب الجمهوري. وقد انتخب عضو مجلس ولاية ويسكونسن ‏.